# Mary Kom (film)
Pour plus de détails, voir Fiche technique et Distribution.
Mary Kom est un film biographique indien réalisé par Omung Kumar, sorti en 2014. Il relate la vie de la championne de boxe indienne Mary Kom, interprétée par Priyanka Chopra.

## Synopsis

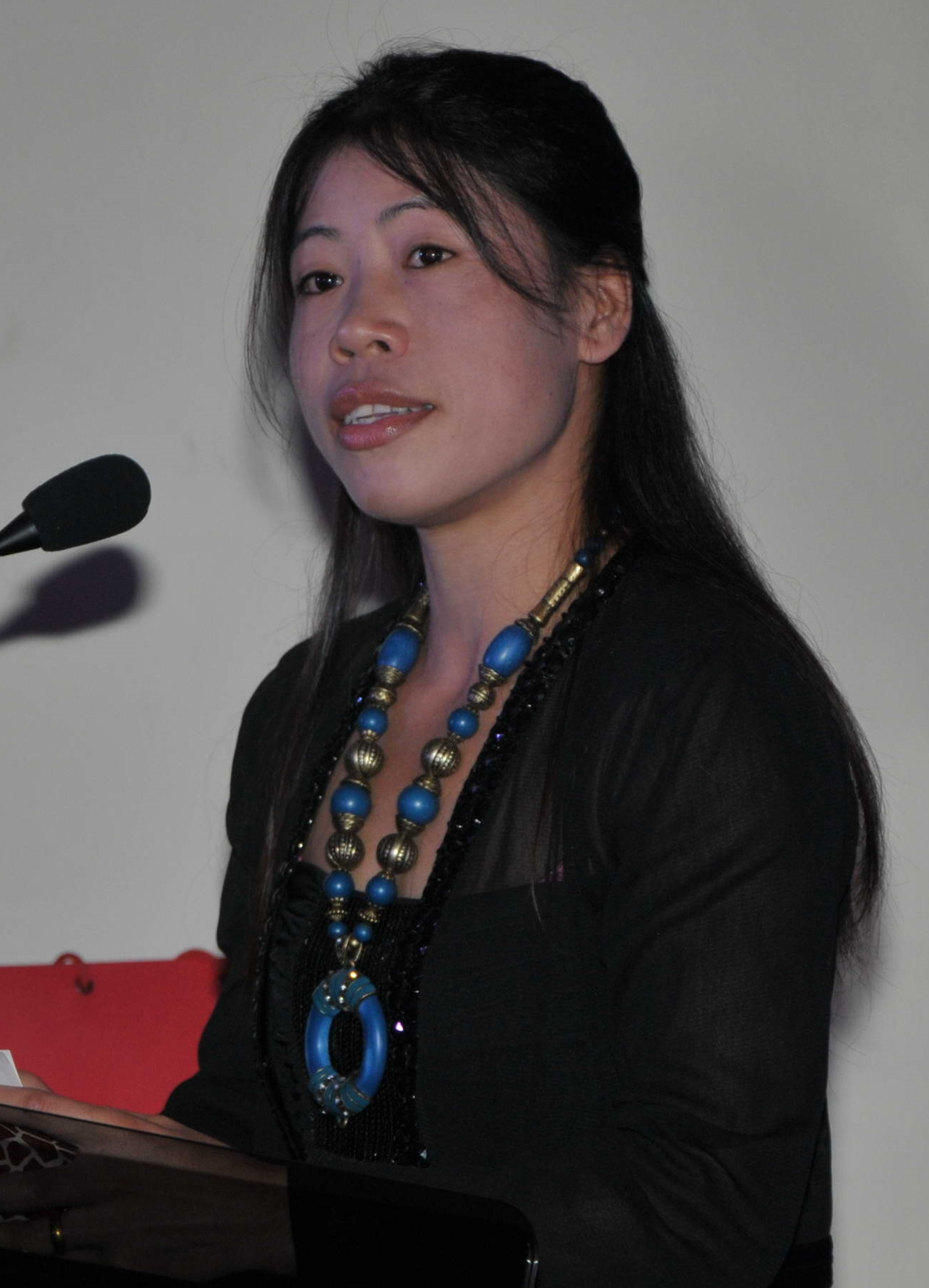
Mary Kom

## Fiche technique
Sauf mention contraire, cette fiche technique est établie à partir d'IMDb.
- Titre : Mary Kom
- Réalisation : Omung Kumar
- Scénario : Saiwyn Qadras
- Direction artistique : Vanita Omung Kumar
- Décors : Vanita Omung Kumar
- Costumes : Isha Mantry, Rajat K Tangri
- Son : Chiranjibi Bipin Nanda
- Photographie : Keiko Nakahara
- Musique : Shashi Sunam, Shivamm
- Paroles : Prashant Ingole, Sandeep Singh
- Montage : Sanjay Leela Bhansali, Rajesh Pandey
- Production : Sanjay Leela Bhansali
- Société de production : SLB Films, Viacom18 Motion Pictures
- Sociétés de distribution : Viacom 18 Motion Pictures, Aanna Films (France)
- Société d'effets spéciaux : Prime Focus
- Pays d'origine :  Inde
- Langue : hindi
- Format : Couleurs - 2,35:1 - DTS / Dolby Digital - 35 mm
- Genre : biographique, sportif
- Durée : 122 minutes (2 h 22)
- Dates de sorties en salles :

4 septembre 2014 :  Koweït,  Canada (TIFF)
5 septembre 2014 :  Inde,  Australie,  France,  Irlande,  Kenya,  Pakistan,  Pays-Bas,  Royaume-Uni,  Singapour,  Thaïlande
6 octobre 2014 :  Corée du Sud
8 novembre 2014 :  États-Unis
13 avril 2015 :  Suède

## Distribution
- Priyanka Chopra : Mary Kom
- Sunil Thapa : M. Narjit Singh
- Robin Das :  Mangte Tonpa Kom
- Rajni Basumatary : Mangte Akham Kom
- Darshan Kumaar : Onler Kom
- Zachary Coffin : le coach allemand
- Shishir Sharma : nouvel entraineur

## Distinctions

### Sélections
- Festival international du film de Toronto 2014 : sélection « Spécial présentations »